# 在外財産補償問題
在外財産補償問題（ざいがいざいさんほしょうもんだい）とは、第二次世界大戦の敗戦によって失われた引揚者などの日本人の在外資産の補償を巡る問題。
サンフランシスコ平和条約によって対外的には決着が付けられたが、国内的に日本政府が責任を負うか否かの問題が残された。1953年1月26日に引揚者らによって在外資産補償処理獲得期成同盟決起大会が開催され引揚者団体全国連合会などの引揚者団体が結成されたのを受け、日本政府では在外財産問題調査会を設置して調査を行った結果、とりあえず引き揚げ時に税関に没収（預託）された旧日本銀行券を現行券によって返還すること、金融債務に関しては国内資産の範囲での補償が支払われることになった。
その後、1957年に「引揚者給付金等補償法」が制定されて464億円が支給されたが、引揚者団体は更なる上積みを求め、また日本国内で戦災に遭遇した一般国民からは不公平だとする引揚者団体への反発も出た。その後、政府に補償義務はないが、道義的に補償の必要性があるとする「在外財産問題審議会」の答申に従って1967年7月22日に「引揚者に対する特別交付金支給法」（8月1日公布）が成立した。これによって全国に350万人いる引揚者に対して引揚者公債（年利6％、半年据置、元利均等償還）と引揚者特別交付金公債（無利子、均等償還）が支給され10年間で償還されることになった。これによって政府は引揚者に対して総額2,100億円余りが公債形式で支払を行った。
なお、本件の関連法令は2007年現在でも継続して施行されており、在外財産補償問題は完全に終了したわけではない。
なお、最高裁判所は1968年11月27日大法廷判決で、これらの財産喪失は戦争犠牲または戦争損害として、国民のひとしく受忍しなければならなかったところであり、右の在外資産の賠償への充当による損害のごときも、一種の戦争損害として、これに対する補償は、憲法の全く予想しないところであり、憲法29条3項に基づく補償請求をすることができないとしている。